# Vitalia Stamat
Vitalia Stamat (* 6. Januar 2001) ist eine ehemalige moldauische Tennisspielerin.

## Karriere
Stamat begann mit sieben Jahren das Tennisspielen und bevorzugt Sandplätze. Sie spielte vor allem Turniere der ITF Women’s World Tennis Tour, wo sie fünf Titel im Doppel gewinnen konnte.
2016 und 2017 trat sie für die Moldauische Billie-Jean-King-Cup-Mannschaft an. Dort hat sie bei zwei Nominierungen bei drei Einzeln und vier Doppel eine Bilanz von sechs Siegen und einer Niederlage, davon zwei Siege im Einzel und vier im Doppel.

## Turniersiege

### Doppel
| Nr. | Datum             | Turnier   | Kategorie   | Belag | Partnerin             | Finalgegnerinnen                 | Ergebnis          |
| --- | ----------------- | --------- | ----------- | ----- | --------------------- | -------------------------------- | ----------------- |
| 1.  | 23. November 2013 | Antalya   | ITF $15.000 | Sand  | Adriana Sosnovschi    | Andreea Ghițescu Melis Sezer     | 6:3, 5:7, [10:8]  |
| 2.  | 11. November 2017 | Antalya   | ITF $15.000 | Sand  | Ecaterina Vișnevscaia | İpek Öz Gabriela Pantůčková      | 6:3, 7:5          |
| 3.  | 24. August 2018   | Moskau    | ITF $15.000 | Sand  | Wlada Kowal           | Anastassija Frolowa Anna Morgina | 7:65, 5:7, [10:6] |
| 4.  | 13. April 2019    | Schymkent | ITF W15     | Sand  | Kamilla Rachimowa     | Lee Eun-hye Sevil Yoʻldosheva    | 6:3, 7:64         |
| 5.  | 30. November 2019 | Kairo     | ITF W15     | Sand  | Sofia Dmitrijewa      | Doroteja Joksović Nadine Keller  | 6:0, 6:1          |